# Liste von Kunstwerken im öffentlichen Raum in Ennepetal
Die Liste von Kunstwerken im öffentlichen Raum in Ennepetal gibt einen Überblick über Kunst im öffentlichen Raum, unter anderem Skulpturen, Plastiken, Landmarken und andere Kunstwerke in Ennepetal, Ennepe-Ruhr-Kreis. Es besteht kein Anspruch auf Vollständigkeit.

## Kunstwerke in Ennepetal
| Bezeichnung                                               | Standort                                                                         | Koordinaten                     | errichtet | Künstler           | Anmerkungen | Bild |
| --------------------------------------------------------- | -------------------------------------------------------------------------------- | ------------------------------- | --------- | ------------------ | --- | ---- |
| Fuchsschwanzhalter                                        | Vor der Kluterthöhle                                                             | 51° 17′ 57″ N, 7° 21′ 16,7″ O   |           |                    | Bronzeskulptur nach einer lokalen Sage über einen Wanderer, der sich von einem Fuchs durch den Berg führen ließ. |      |
| Fuchs                                                     | Ennepetaler Fußgängerzone, Nähe Busbahnhof.                                      | 51° 17′ 57,8″ N, 7° 20′ 57,5″ O |           | Karsten Müller     | Bronze |      |
| Ennepetaler Füchse                                        | Stadtgebiet                                                                      |                                 | 2009      | V. A.              | Bunt bemalte Füchse aus Kunststoff (Fuchsination) |      |
| Hand                                                      | Innenhof Haus Ennepetal                                                          | 51° 17′ 54,3″ N, 7° 21′ 16,3″ O | 1978      | Altenrichter-Dicke | |      |
| Pferd                                                     | Rathaus                                                                          | 51° 17′ 48,6″ N, 7° 22′ 9,6″ O  | 1998      | Werner Bossuyt     | Geschenk zum 50-jährigen Stadtjubiläum 1999 von der Partnerstadt Vilvoorde (Belgien) |      |
| Skulptur                                                  | Vor dem Haus der Begegnung, Villa Lindenstraße, Ennepetal-Voerde, Lindenstraße 8 | 51° 18′ 30,2″ N, 7° 23′ 8,9″ O  |           |                    | Bronzeskulptur |      |
| Brunnen                                                   | An der Kirche, Ennepetal-Voerde                                                  | Koordinaten fehlen! Hilf mit.   |           |                    | Stein, Säule mit Relief, Haus |      |
| Schmiedebrunnen mit Hammerwerk, Schmiede und Schleifstein | Straßenindustriemuseum Ennepetal, Marktplatz in Ennepetal-Milspe                 | 51° 17′ 58,3″ N, 7° 20′ 55,1″ O | 1985      |                    | |      |
| Straßenindustriemuseum                                    | Stadtgebiet                                                                      |                                 | 1987      |                    | Historische Maschinen und Geräte als Skulpturen im Ennepetaler Stadtgebiet. Neben Produktionsmaschinen werden auch alte Landwirtschaftsgeräte, Mühl- und Schleifsteine, sowie ein Mühlrad gezeigt. Die meisten Exponate befinden sich im Stadtteil Ennepe-Milspe. |      |